# Енглески лисичар
Енглески лисичар или Фоксхоунд је једна од четири расе паса лисичара. Он је рођак америчког лисичара. Они су мирисни гоничи, узгајани за лов на лисице по мирису.

## Изглед
Смернице стандарда расе за приказивање енглеских лисичара захтевају да буду високи 20–27 инча (51–69 цм) у гребену. Лобања је дебела, а њушка дуга. Ноге су мишићаве, равних костију, а шапе заобљене, скоро као код мачке. Енглески лисичар долази у било којој боји гонича.

## Историја
Енглески лисичар се узгаја више од две стотине година, а матичне књиге датирају пре 1800. године.
Током британске владавине у Индији, енглески лисичари су извожени у Индију ради лова на шакале, иако су због релативно топлијег времена ретко дуго живели. Фокхоунди су били погонији за ову сврху у односу на хртове, јер први нису били тако брзи, па су стога могли да обезбеде дужу, спортскију потеру.
Родовне књиге за енглеског лисичара воде се од 18. века.